# Svartegöl (Åseda socken, Småland, vid Gassgöljhult)
Svartegöl är en sjö i Uppvidinge kommun i Småland och ingår i Alsteråns huvudavrinningsområde.